# Argences

Argences este o comună în departamentul Calvados, Franța. În 1 ianuarie 2022 avea o populație de 3.940 de locuitori.